# Seaspunkut Indian Reserve 4
Seaspunkut Indian Reserve 4 är ett reservat i Kanada.   Det ligger i provinsen British Columbia, i den centrala delen av landet, 3 600 km väster om huvudstaden Ottawa. Seaspunkut Indian Reserve 4 ligger vid sjöarna  Fraser Lake och Seas Lake.
I omgivningarna runt Seaspunkut Indian Reserve 4 växer i huvudsak barrskog. Trakten runt Seaspunkut Indian Reserve 4 är nära nog obefolkad, med mindre än två invånare per kvadratkilometer.